# Distretti di Vienna

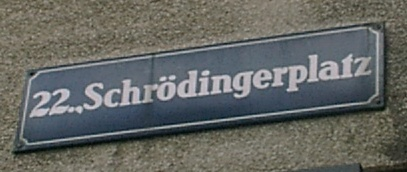
Cartello indicante Schrödingerplatz nel ventiduesimo distretto

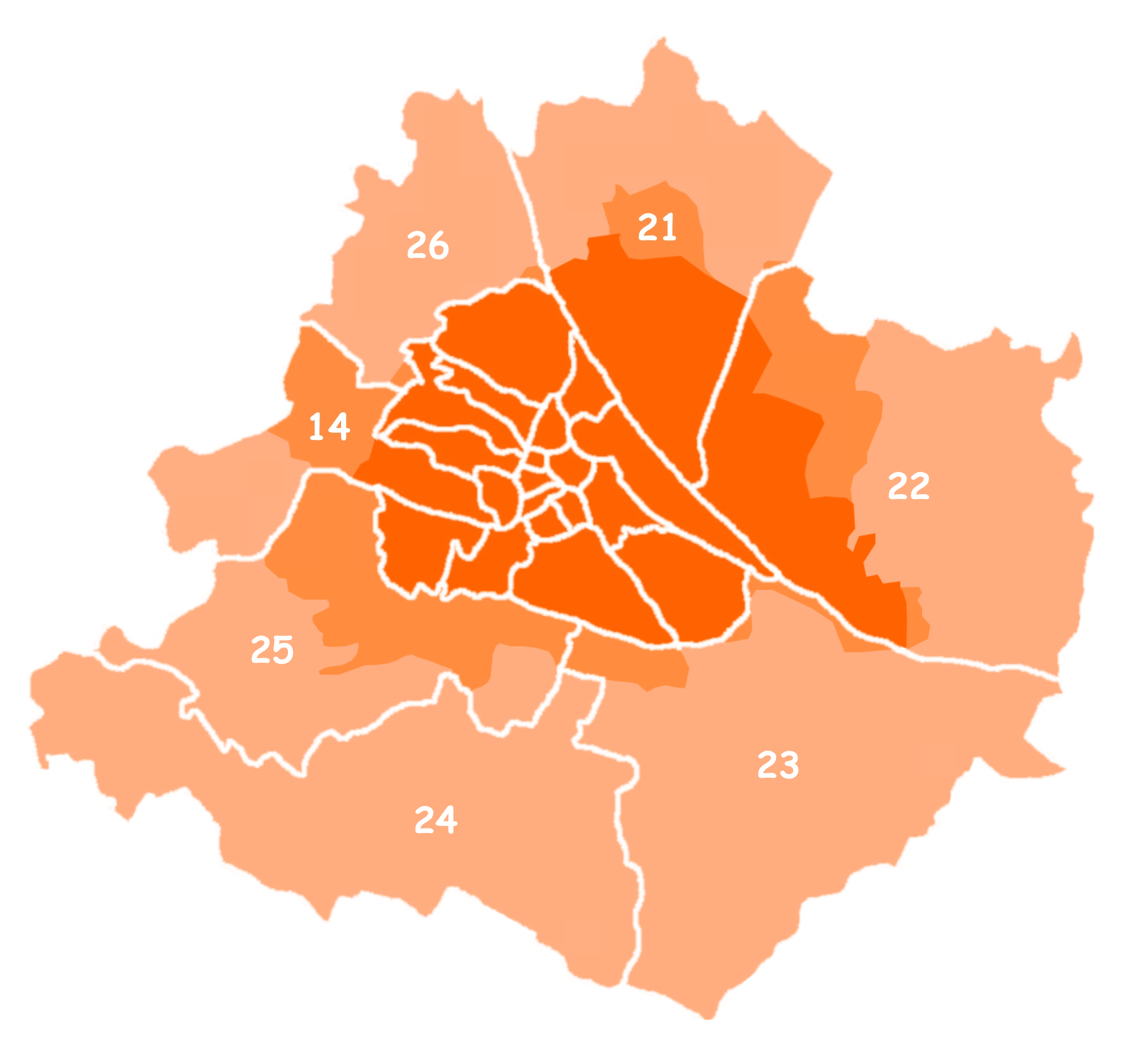
I distretti della Grande Vienna

I distretti di Vienna (Wiener Bezirke) sono le entità geografiche nelle quali la città di Vienna è politicamente divisa; sono in numero di 23 e hanno tutti, oltre al numero, un proprio nome. Dai viennesi vengono normalmente chiamati non con il loro nome, ma con il loro numero (il quarto distretto, ad esempio). Questi numeri si trovano indicati anche su ogni cartello recante il nome della strada, prima del nome stesso (es. 9.,Tendlergasse).

## Funzione
Legalmente non si tratta di entità amministrative con esplicito potere (come i distretti degli altri stati federati austriaci), ma di suddivisioni dell'amministrazione cittadina. Tuttavia, ci sono elezioni a livello distrettuale che danno rappresentanza e possibilità decisionale in materia di pianificazione, traffico e altre questioni di quartiere. Per questioni pratiche, le amministrazioni distrettuali possiedono stabili separati nei rispettivi distretti (eccezion fatta per il XIII e il XIV distretto che condividono lo stesso stabile), in modo da decentralizzare parzialmente l'amministrazione e facilitare il servizio ai cittadini, i quali in questo modo non devono recarsi tutti al municipio per avere, per esempio, un nuovo passaporto.

## Postleitzahlen
I numeri dei distretti si trovano anche al II e al III posto del Postleitzahl (codice d'avviamento postale) di Vienna (1010 per il primo distretto fino a 1230 per il XXIII). La quarta cifra serve nel caso si voglia differenziare tra diversi uffici postali all'interno dello stesso distretto. Così per esempio 1090 significherà solamente che l'indirizzo si trova nel IX distretto, mentre 1092 che l'indirizzo fa capo al secondo ufficio postale del IX distretto. Ci sono però un paio di eccezioni a questa regola:
- 1300 per l'aeroporto internazionale di Vienna, che si trova a Schwechat in Bassa Austria;
- 1400 per i palazzi delle Nazioni Unite, che si trovano nel XXII distretto;
- 1450 per l'Austria Center;
- 1500 per le forze austriache in seno alle Nazioni Unite.

## Distretti e quartieri
Nella città di Vienna i distretti da 1 a 9 e il numero 20 vengono chiamati "distretti interni", in quanto situati all'interno del Gürtel (cintura), principale arteria di traffico della città, anche se per i distretti 2, 3 e 20 non è del tutto vero. Tutti gli altri vengono chiamati "distretti esterni".
Visto che la città si è espansa nei secoli inglobando diverse località periferiche, i nomi dei precedenti villaggi si trovano ancora all'interno dei distretti, e corrispondono più o meno agli attuali quartieri.
| Nº | Stemma | Stemma               | Quartieri | Anno di fusione | Superficie in ha | Abitanti 2001 | Posti di lavoro 2001 |
| -- | ------ | -------------------- | --- | --------------- | ---------------- | ------------- | -------------------- |
| 1  |        | Innere Stadt         | - | -               | 288              | 17 056        | 100 745              |
| 2  |        | Leopoldstadt         | Jägerzeile Leopoldstadt Zwischenbrücken                                                                                      | 1850            | 1 927            | 90 914        | 47 316               |
| 3  |        | Landstraße           | Landstraße Erdberg Weißgerber                                                                                                | 1850            | 742              | 81 281        | 67 812               |
| 4  |        | Wieden               | Hungelbrunn Schaumburgergrund Wieden                                                                                         | 1850            | 180              | 28 354        | 24 971               |
| 5  |        | Margareten           | Hundsturm Laurenzergrund Margareten Matzleinsdorf Nikolsdorf Reinprechtsdorf                                                 | 1850            | 203              | 49 111        | 14 964               |
| 6  |        | Mariahilf            | Gumpendorf Laimgrube Magdalenengrund Mariahilf Windmühle                                                                     | 1850            | 148              | 27 867        | 21 906               |
| 7  |        | Neubau               | Altlerchenfeld Neubau Sankt Ulrich Schottenfeld Spittelberg                                                                  | 1850            | 161              | 28 292        | 25 743               |
| 8  |        | Josefstadt           | Alservorstadt Altlerchenfeld Breitenfeld Josefstadt Strozzigrund                                                             | 1850            | 108              | 22 057        | 14 135               |
| 9  |        | Alsergrund           | Alservorstadt Althangrund Himmelpfortgrund Lichtental Michelbeuern Roßau Thurygrund                                          | 1850            | 299              | 37 108        | 54 948               |
| 10 |        | Favoriten            | Favoriten Inzersdorf-Stadt Oberlaa Rothneusiedl Unterlaa                                                                     | 1874            | 3 180            | 147 636       | 56 849               |
| 11 |        | Simmering            | Albern Kaiserebersdorf Simmering                                                                                             | 1892            | 2 323            | 76 899        | 30 798               |
| 12 |        | Meidling             | Altmannsdorf Gaudenzdorf Hetzendorf Obermeidling Untermeidling                                                               | 1892            | 821              | 78 268        | 30 157               |
| 13 |        | Hietzing             | Hietzing Hacking Lainz Ober Sankt Veit Unter Sankt Veit Speising                                                             | 1892?           | 3 770            | 49 574        | 23 743               |
| 14 |        | Penzing              | Baumgarten Breitensee Hadersdorf-Weidlingau Hütteldorf Penzing                                                               | 1892?           | 3 396            | 78 169        | 25 960               |
| 15 |        | Rudolfsheim-Fünfhaus | Rudolfsheim Fünfhaus Sechshaus                                                                                               | 1892            | 392              | 64 895        | 28 219               |
| 16 |        | Ottakring            | Neulerchenfeld Ottakring | 1892            | 867              | 86 129        | 25 757               |
| 17 |        | Hernals              | Hernals Dornbach Neuwaldegg                                                                                                  | 1892            | 1 135            | 47 610        | 14 477               |
| 18 |        | Währing              | Gersthof Pötzleinsdorf Währing Weinhaus                                                                                      | 1892            | 628              | 44 992        | 13 972               |
| 19 |        | Döbling              | Grinzing Heiligenstadt Kahlenbergerdorf Josefsdorf Neustift am Walde Nußdorf Oberdöbling Salmannsdorf Sievering Unterdöbling | 1892            | 2 490            | 66 487        | 26 665               |
| 20 |        | Brigittenau          | Brigittenau Zwischenbrücken                                                                                                  | 1900            | 568              | 76 268        | 21 729               |
| 21 |        | Floridsdorf          | Donaufeld Floridsdorf Großjedlersdorf Jedlesee Leopoldau Stammersdorf Strebersdorf                                           | 1904            | 4 446            | 128 228       | 48 062               |
| 22 |        | Donaustadt           | Aspern Breitenlee Eßling Hirschstetten Kagran Kaisermühlen Lobau Stadlau Süßenbrunn                                          | 1954            | 10 234           | 136 444       | 44 420               |
| 23 |        | Liesing              | Atzgersdorf Erlaa Inzersdorf Kalksburg Liesing Mauer Rodaun Siebenhirten                                                     | 1954            | 3 200            | 84 718        | 55 759               |